# SpVgg Unterhaching
Spielvereinigung Unterhaching – niemiecki klub piłkarski.

## Historia
Klub rozgrywa swoje mecze domowe na stadionie Generali Sportpark (pojemność 15 053) w miasteczku Unterhaching na przedmieściach Monachium. Klub został założony w 1925, posiada barwy czerwono-niebieskie. W sezonie 2000/2001 w drużynie występował Polak Mirosław Spiżak. W sezonach 1999/2000 i 2000/2001 zespół występował w Bundeslidze zajmując odpowiednio dziesiątą i szesnastą pozycję.